# Episema tersa
Episema tersa är en fjärilsart som beskrevs av Ignaz Schiffermüller 1776. Episema tersa ingår i släktet Episema och familjen nattflyn. Inga underarter finns listade i Catalogue of Life.